# Hofanlage Niederstrich 5
Die Hofanlage Niederstrich 5 in der niedersächsischen Samtgemeinde Land Hadeln, Ortsteil Oberndorf (Oste), im Landkreis Cuxhaven, stammt aus der Mitte des 19. Jahrhunderts. Aktuell (2024) wird sie wohl landwirtschaftlich genutzt.
Die Gebäude stehen unter Denkmalschutz (siehe auch Liste der Baudenkmale in Oberndorf (Oste)).

## Beschreibung
Die weit rückgesetzte Hofanlage auf der Westseite des Niederstrichs besteht aus
- dem eingeschossigen giebelständigen Wohn- und Wirtschaftsgebäude von 1858 als Zweiständer-Hallenhaus in Fachwerk mit Steinausfachungen, mit steilem Satteldach, im Wirtschaftsgiebel mit gleichmäßig-engmaschigem Fachwerk und mit der Grooten Door mit Korbbogen, mit regionaltypischen senkrecht verbretterten Giebeldreiecken und dem anderthalbgeschossigen massiven Wohngiebel in Backstein,[2]
- dem westlichen Backhaus als Backsteinbau, wohl von 1858, mit Satteldach[3]
- sowie weiteren nicht denkmalgeschützten Nebenanlagen.

Das Landesdenkmalamt befand u. a.: „… Eine von zwei, Mitte des 19. Jahrhunderts angesiedelten Hofanlagen … [mit] hofbildprägenden Zeugniswert ….“